# ام‌ئی‌اس (بافر)
ام‌ئی‌اس (بافر) (به انگلیسی: MES (buffer)) با فرمول شیمیایی C۶H۱۳NO۴S یک ترکیب شیمیایی با شناسهٔ پاب‌کم ۷۸۱۶۵ و جرم مولی ۱۹۵٫۲ g/mol است.